# Naturturism

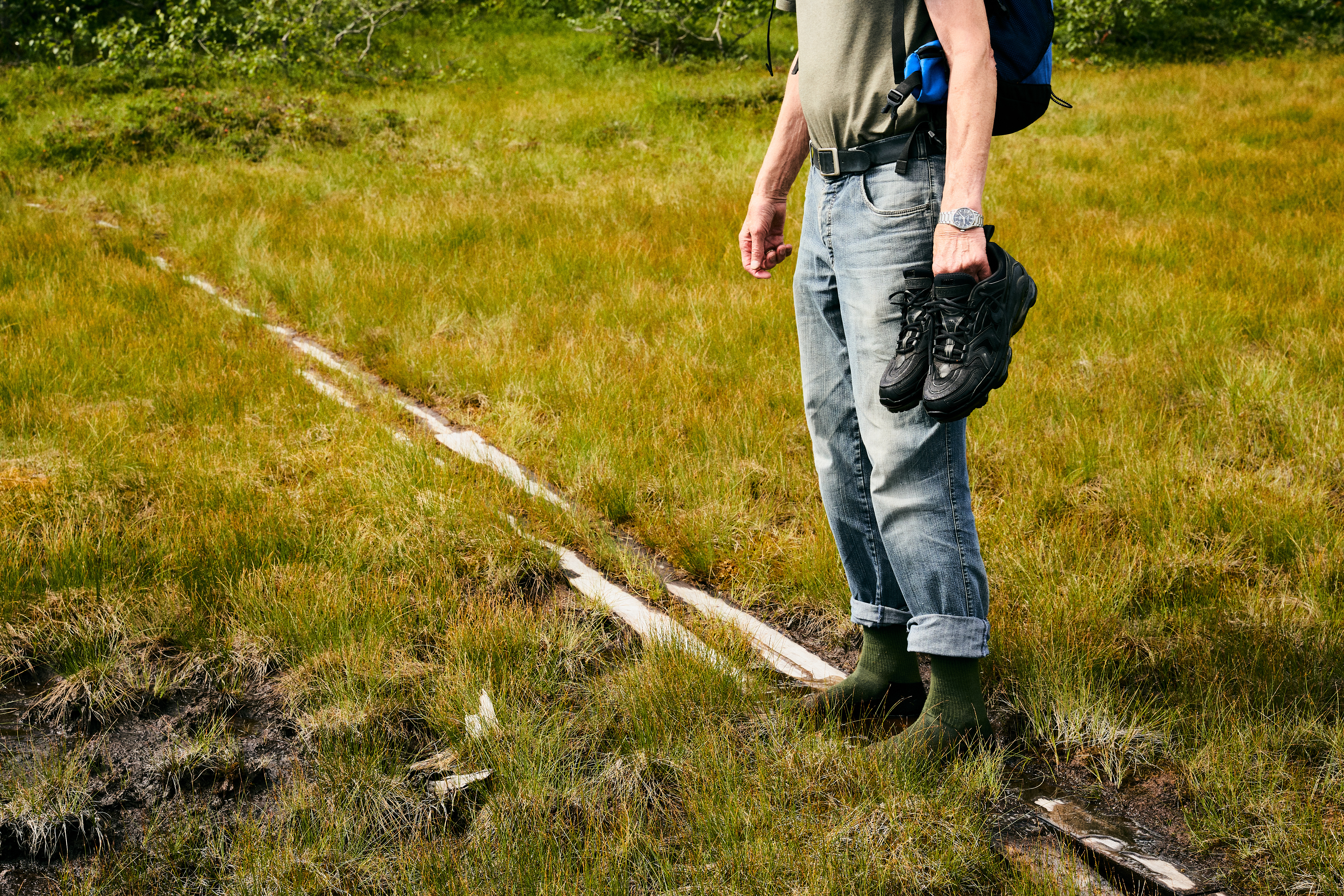
En form av naturturism.

Naturturism är turism med inriktning på naturupplevelser.
En viktig anledning till turism och resande är olika former av naturupplevelser eller aktiviteter man utövar i naturlandskapet. Det finns ingen officiell definition av naturturism, men forskare vid turismforskningsinstitutet ETOUR i Östersund rekommenderar formuleringen ”Naturturism omfattar människors aktiviteter när de vistas i naturområden utanför sin vanliga omgivning”. Denna definition bygger på den officiella definitionen av turism vilken utgår från individens eller konsumentens perspektiv. Naturturismnäringen utgörs av de verksamheter i olika branscher som riktas till och konsumeras av naturturister.
Det förekommer många olika typer av naturturism som kan definieras med olika utgångspunkter (i likhet med andra former av turism). Naturturism kan vara inhemsk (svenskar som turistar i Sverige), inkommande (utländska turister som besöker Sverige) samt utgående (svenskar som turistar utomlands). Naturturism kan ske på fritiden eller vara relaterad till arbete. Människor kan ha olika motiv för att utöva naturturism, exempelvis naturupplevelse, avkoppling, socialt umgänge, fysiskt aktivitet. Ofta förekommer flera motiv samtidigt. Det finns också ett stort antal olika aktiviteter som kan omfattas av begreppet naturturism, där några av de vanligaste är olika former av vandring, skidåkning, utomhusbad, fritidsfiske och naturstudier. Då naturturism sker i naturen blir den i de flesta fall direkt beroende av ett hållbart nyttjande av våra naturresurser. Ett till naturturismen näraliggande begrepp är ekoturism som kan sägas vara en normativ form av naturturism där bl.a. hållbarhet, lärande och värdeskapande är nyckelord.
Naturturismen och friluftsaktiviteterna växer i Sverige[när?]. Den ökade kommersialiseringen av naturen har både positiva och negativa effekter, som ökad kunskap om naturvård, men även konflikter mellan turistföretag och naturvårdsintressen.